# Frank Hatton
Pour les articles homonymes, voir Hatton.
Frank Hatton, né le 28 avril 1846 à Cambridge (Ohio) et mort le 30 avril 1894 à Washington (district de Columbia), est un homme de presse et homme politique américain. Membre du Parti républicain, il est Postmaster General des États-Unis entre 1884 et 1885 dans l'administration du président Chester A. Arthur.

## Sources
- (en) Cet article est partiellement ou en totalité issu de l’article de Wikipédia en anglais intitulé « Frank Hatton (U.S. politician) » (voir la liste des auteurs).